# Кућа Милана Јокића у Бајиној Башти
Кућа Милана Јокића налази се у Бајиној Башти, а направљена је 1926. године. Направљена је са дрвеном грађом за богатог српског трговца Милана Јокића из Раче на Тари. У новембру 2023. године утврђена је за споменик културе.

## Опште информације
Објекат представља репрезентативни пример градитељства новогормиране грађевинске елите у градовима јужно од Београда у међуратном периоду. Ова кућа у време изградње била је најрепрезентативнија грађевина стамбеног типа у Бајиној Башти, а подигнута је за богатог српског трговца Милана Јокића из Раче на Тари. Изградња куће почела је 1924. године, а завршена је 1926. Ракић је кућу направио средствима зарађеним трговином дрвене грађе, коју је са Таре сплавовима транспортова Дрином, Савом и Дунавом до стругара у Посавини и Подунављу.
Посебно је карактеристичан средишњи део фасаде куће са аутентично очуваним двокрилним дрвеним вратима, док ентеријер поседује вредности јер је готово потпуно очуван у изворном изгледу и облику. Кућа поседује фасадну орнаментику необарокне инспирације. Ентеријер красе зидови осликани мотивима јапанског укијо-е сликарства, а сачуван је и велики број примерака намештаја израђеног у духу барока, сецесије и арт декоа.
Објекат и катастарска парцела су у власништву Републике Србије. Влада Републике Србије усвојила је предлог 30. новембра 2023. године да кућа Милана Јокића постане споменик културе.